# Mutum-poranga
O mutum-poranga, do tupi mutum (mytũ) bonito (poranga), ou mutum-venezuelano (Crax alector) é um mutum encontrado no estado brasileiro do Amapá ao rio Negro, bem como na Colômbia, Venezuela e Guianas. Tais aves chegam a medir até 95 cm de comprimento, com plumagem negra, abdome e crisso brancos e bico com base variando do amarelo ou vermelho.

## Subespécies
São reconhecidas duas subespécies:
- Crax alector alector (Linnaeus, 1766) – ocorre no extremo leste da Venezuela, nas Guianas e no norte do Brasil até a margem esquerda do rio Amazonas. Esta subespécie apresenta a porção proximal da mandíbula na coloração amarela.
- Crax alector erythrognatha (P. L. Sclater & Salvin, 1877) – ocorre no leste da Colômbia, na Venezuela ao sul do rio Orinoco e no extremo norte do Brasil. Esta subespécie apresenta a porção proximal da mandíbula na coloração vermelho-alaranjada.